# 中国共产党桑植县委员会
中国共产党桑植县委员会（简称中共桑植县委）是中国共产党在湖南省张家界市桑植县的领导机关。

## 沿革
1925年至1926年，桑植县青年彭玉姗、朱嗣堂、谷及峰等在广州、常德求学时期加入中国共产党，假期时回家乡宣传社会主义、共产主义，撒播革命种子。:75
1926年冬季，中共湖南区执行委员会派遣谢策智从常德来桑植县开展革命活动，1927年4月、5月建立“中共桑植特别支部”。:751928年3月，周逸群等在桑植县洪家关建立“工农革命军”，成立“桑植县苏维埃政府”。:751928年8月，中共湘西北特委书记周逸群领导，贺龙率领部队发动桑植县起义，拉开湘鄂边区武装斗争序幕，起义胜利后，“桑植县苏维埃政府”进驻县城，中共桑植县委书记李良耀兼任主席，属中共湘西北特委和中共桑植县委领导，而工农革命军则南下战斗。:751929年6月14日，工农革命军再度攻克桑植县，第二次工农兵代表会议召开，选出“第二届桑植县苏维埃政府”，汪毅夫出任主席，陈协平出任副主席，受中共湘鄂前敌委员会领导，1931年5月改属湘鄂边五县联合革命委员会领导。:751931年11月在龙潭坪白竹坪的第三次工农兵代表会议选出“第三届桑植县苏维埃政府”，中共桑植县委书记杨英兼任主席，副主席陈勇军，委员20人。:751933年1月，红三军两次攻克桑植县县城，成立“第四届桑植县苏维埃政府”，主席吴天赐。:761934年11月下旬，红二军团、红六军团举行第五次工农兵代表会议，选出“第五届桑植县苏维埃政府”，属湘鄂川黔省革命委员会领导，主席陈绍卿、肖斌、殷新斋，副主席陈福名、王德庆、腾整诉。:76
1935年6月，红二军团、红六军团向桑植县以东进军，占领慈利县西部、大庸县东北部，以桑植县空壳树为中心，成立“桑植县革命委员会”，主席李志福，副主席钟芳清，委员13人，与此同时，湘鄂川黔省革命委员会在桑植县和龙山县茨岩塘成立“桑植县革命委员会”，主席朱文英（后叛变）、副主席蒙红钊。:76
1949年10月，中国人民解放军第四野战军141师423团在湖南省澧县、石门县相继召开会议，决策部署解放桑植县、永顺区的战役，10月16日击败国民党军队，下午进驻桑植县县城。:76

## 职责
根据《中国共产党地方委员会工作条例》，中国共产党地方委员会主要实行政治、思想和组织领导，承担下列职能：
1. 对本地区重大问题作出决策。
2. 通过法定程序使党组织的主张成为地方性法规、地方政府规章或者其他政令。
3. 加强对本地区宣传思想文化工作的领导，牢牢掌握意识形态工作领导权、话语权。
4. 按照干部管理权限任免和管理干部，向地方国家机关、政协组织、人民团体、国有企事业单位等推荐重要干部。
5. 支持和保证人大、政府、政协、法院、检察院、人民团体等依法依章程独立负责、协调一致地开展工作，发挥这些组织中党组的领导核心作用。
6. 加强对本地区群团工作和统一战线工作的领导。
7. 动员、组织所属党组织和广大党员，团结带领群众实现党的目标任务。

## 历任书记
| 姓名   | 就任日期  | 离任日期   | 备注        |
| ------ | --------- | ---------- | ----------- |
| 李良耀 | 1928年    |            | :75         |
| 杨英   | 1931年    |            | :75         |
| 刘真志 | 1951年    |            | :78         |
| 何其雄 | 2005年5月 | 2008年11月 | [ 3 ]       |
| 龚明汉 | 2010年9月 | 2012年12月 | [ 4 ]       |
| 刘卫兵 | 2013年4月 | 2021年5月  | [ 5 ] [ 6 ] |
| 曹飞   | 2021年5月 |            | [ 7 ]       |